# بدلان (ماساللی)
بدلان (به ترکی آذربایجانی: Bədəlan) یک منطقه مسکونی در جمهوری آذربایجان است که در شهرستان ماساللی واقع شده‌است. بدلان ۲۲۵۰ نفر جمعیت دارد.

## بومیان شناخته‌شده
- ادریس خلیل‌اُف متخصص قلب و عروق